# New Beverly Cinema
New Beverly Cinema — исторический кинотеатр в Лос-Анджелесе, Калифорния, расположенный по адресу: бульвар Беверли, 7165. Здание, построенное в 1920-е годы, является одним из старейших сохранившихся зданий в этом регионе. С 2007 года принадлежит режиссёру Квентину Тарантино.

## История
Это здание, спроектированное и построенное архитекторами Джоном Эдвардсом и Уорреном Фрейзером Оверпеком как кинотеатр на 300 мест и кондитерская, был открыт в 1929 году. За годы существования не раз менялось и назначение, и название этого здания.